# Rathaus Tamsweg

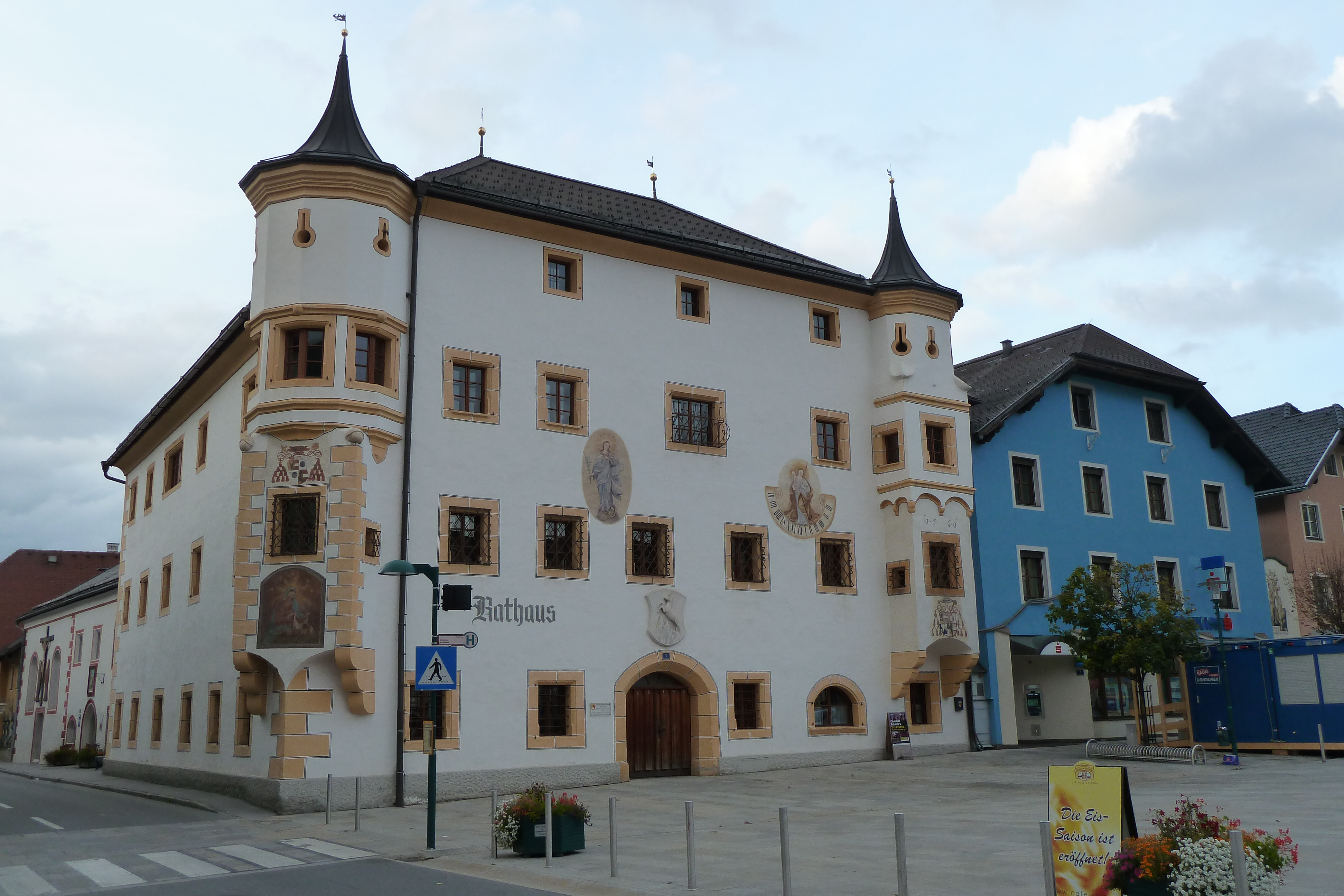
Rathaus Tamsweg

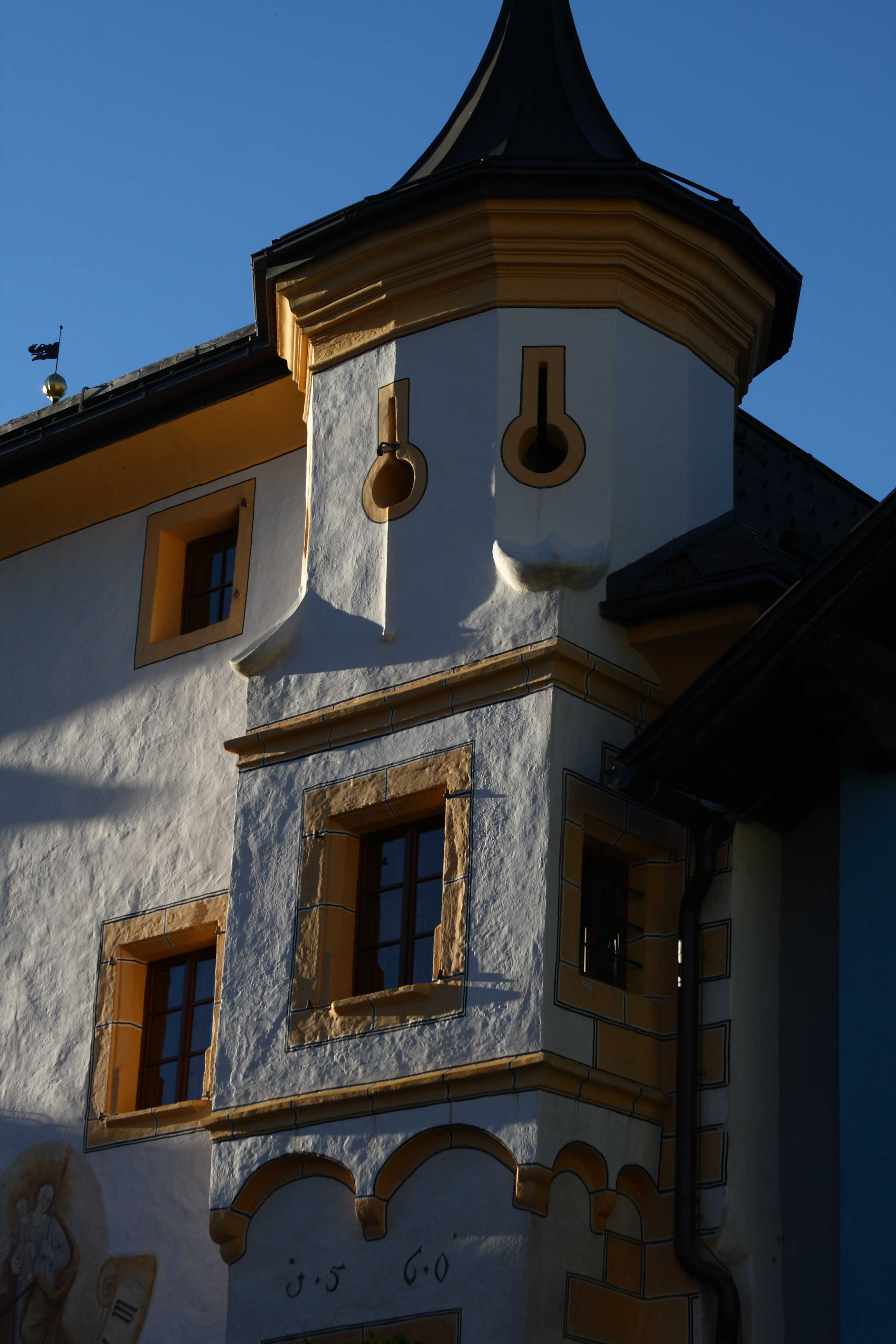
Erker Rathaus Tamsweg

Das Rathaus Tamsweg steht auf dem Marktplatz 1 in der Gemeinde Tamsweg im Lungau des Landes Salzburg. Frühere Bezeichnungen für das Gebäude waren Gressingsche Behausung, Knappenwirtshaus, Gögginger Haus, Lederwaschhaus bzw. Bockwirtshaus zur Krone.

## Geschichte
Als erster Besitzer der Hofstatt am Egg am Platz wird 1452 Michael Fresner genannt. Auf dem Kaufweg ging das Gebäude 1480 dann an Oswald Gressing. Diesem folgt 1502 sein Sohn Leonhard nach. Dessen Sohn Christoph erhält 1545 den Besitz und gibt dem Gebäude sein heutiges Aussehen. Zugleich erwirbt er für das Haus eine Wirtshausgerechtsame. 1580 übernimmt Leonhard Gressing der Jung den Besitz. Ihm folgt 1620 als letzter aus dieser Familie Abraham Gressing, der 1636 das Haus gegen den Gasthof an der Murbrücke von Balthasar Brunner eintauscht. Für weitere zwei Generationen bleibt das Haus bei den Prunners. 1663 kommt es an Lorenz Prunner, der es 1666 an Michael Gögginger, Jocherscher Verwalter der Herrschaft Rottenfels und Oberwölz, verkauft. Dessen Tochter Johanna, verehelichte Arnetspichler, übernimmt 1667 das Haus, verpachtet es aber an den Wirt Paul Gell. 1719 verkauft Johanna Arnetspichler die Gastwirtschaft mit angeschlossenem Obst- und Salzhandel an Adam Gambs, Sohn des Zechners zu Lessach. Bereits 1723 kommt das Anwesen durch Gantkauf (= Notverkauf) an die Familie Glanner. Danach kommt die Eckbehausung am Platz wieder durch Gantkauf an den Bäckermeister Georg Koller. Dieser lässt die Wirtshausgerechtsame auf sein Heimathaus übertragen und verkauft den Ansitz an die Pfarrkirche Tamsweg.
1775 erwirbt es der Maler und hochfürstlicher Geometer Gregor Lederwasch IV, bisheriger Mesner von St. Leonhard ob Tamsweg. Vermutlich hat dieser Gregor die Malereien an dem Haus angebracht. Ihm folgt 1792 sein Sohn Franz. 1796 kauft das Gebäude der Bauer Jakob Lintschinger, dessen Tochter Maria, verheiratet mit dem Wirt Peter Egger, 1809 den Besitz übernimmt. Von deren Erben wird das Haus 1832 an den Wirt Nikolaus Ernst verkauft, der sein Gastgewerbe vom Flottenwirtshaus auf sein neues Anwesen übertragen lässt und das er nun Zur goldenen Krone nennt. 1846 kommt das Gebäude an den Uhrmacher Rupert Bock.
Von diesem erwirbt die Marktgemeinde Tamsweg 1897 das Haus und baut es zu einem Rathaus um. 1943 werden Ausbauten des Dachgeschoßes unter Wahrung des historischen Bestandes vorgenommen. 2011 ist das Haus von der Marktgemeinde Tamsweg erneut saniert worden.

## Rathausgebäude Tamsweg heute
Das Haus weist mit seinen beiden Eckerkern typische schloss- bzw. ansitzartige Merkmale auf, obwohl es seit Anbeginn in bürgerlichen Händen war. Im Gebäudeinneren sind wuchtige Gratgewölbe. In den Vorhallen der beiden Obergeschoße befinden sich geschnitzte, spätgotische Balkendecken. Ein Teil der Tür- und Fenstergewände sind aus Stein, ebenso sind noch schmiedeeiserne Fenstergitter vorhanden. An dem Haus wurden 1958 zwei Fresken freigelegt: eine Darstellung einer Maria mit dem Kind, unten umrandet von einer Sonnenuhr, und einer (Maria Immaculata). Beide werden Gregor Lederwasch zugeschrieben.